# Johann Friedrich Esper
Pour les articles homonymes, voir Esper.
Johann Friedrich Esper, né le 6 octobre 1732 à Neudrossenfeld et mort le 18 juillet 1781 à Wunsiedel, est un naturaliste et pasteur allemand. 
Il est considéré comme l'auteur du premier ouvrage sérieux de spéléologie en 1771.

## Biographie
Esper est issu d'une famille de pasteur protestant franconien. Il étudie la théologie à Erlangen, puis devient enseignant à Bayreuth pendant cinq ans. Pendant cette période, il étudie la nature et s'intéresse particulièrement à la botanique. En 1759, il devient adjoint de la paroisse de son père à Herzogenaurach. En 1762, il reçoit son doctorat à Erlangen et l'année suivante un poste de curé à Uttenreuth. En 1778, il est nommé surintendant et inspecteur scolaire à Wunsiedel, où il meurt en 1781.
Outre quelques écrits sur l'astronomie et d'autres sujets de sciences naturelles, il gagne durablement sa vie en recherchant les fossiles trouvés dans les grottes de la Suisse franconienne. Entre autres choses, il est le premier à décrire scientifiquement les restes (découvertes d'os préhistoriques qu'Esper appelait zoolithes, traduits par « pierres animales ») d'un ours des cavernes trouvé dans la grotte des zoolithes près de Burggaillenreuth.
Il est l'un des premiers à penser qu'il était possible et raisonnable qu'au cours de l'histoire de la Terre, de nouvelles formes animales apparaissent et que d'autres disparaissent.
L'Esperhöhle (de) près de Leuzdorf (de) porte son nom en son honneur.